# Alejo Ángelo Filantropeno
Alejo Ángelo Filantropeno (en griego: Ἁλέξιος Ἂγγελος Φιλανθρωπηνός) fue un noble griego bizantino que gobernó Tesalia entre 1373 y 1390 (desde 1382 como vasallo bizantino) con el título de César.

## Biografía
Los Ángelos de Tesalia llegaron a ser importantes durante el reinado del gobernante serbio Simeón Uroš (1359-1370), ya que estaban relacionados con su esposa. Cuando Simeón murió en 1370, fue sucedido por su hijo Juan Uroš (1370-1373). Juan se preocupaba más por las actividades religiosas que el gobierno del Estado, y confió los asuntos de Estado a Alejo, que poseía el título bizantino de César. Eventualmente, probablemente en 1372/1373, Juan se retiró de la vida pública por completo y entró en un monasterio, dejando a Alejo como gobernante de Tesalia.
Alejo estaba casado con María Angelina Radoslava, una hija del general serbio Radoslav Hlapen, y fue apoyado por los poderosos magnates locales. Alrededor de 1382, buscó la protección del Imperio bizantino, reconociendo la soberanía del príncipe Manuel Paleólogo, quien en ese momento gobernaba Tesalónica como un feudo. Alejo es mencionado por última vez en 1388, y parece haber muerto hacia 1390, cuando fue sucedido por su hijo (o tal vez hermano), Manuel. Se registra que en 1389, el «César de Tesalia» envió ayuda al gobernante de Ioánina, Esaú de Buondelmonti contra las tribus albanesas de Epiro, y que sus fuerzas conjuntas lograron una importante victoria sobre ellos, pero no está claro si Alejo todavía estaba vivo para esa fecha.
También él o, probablemente, Manuel, fue el abuelo del gobernante de Serbia de mediados del siglo xv Mihailo Anđelović y el gran visir otomano Mahmud Pasha Angelovič.